# Repesca AFC-OFC por la clasificación para la Copa Mundial de Fútbol de 1998
La Repesca entre AFC y OFC por la clasificación para la Copa Mundial de Fútbol de 1998, se desarrolló en dos partidos de ida y vuelta, entre Australia, que ganó la clasificación de la OFC e Irán, que perdió la repesca de la clasificatoria de la AFC  frente a Japón.
Los partidos se disputaron el 22 y 29 de noviembre de 1997.

## Antecedentes
Esta fue la segunda repesca intercontinental consecutiva para Australia, que ya la había disputado antes para el Mundial de 1994, perdiendo contra Argentina por 2 a 1 en el marcador global.
Fue también, el primer repechaje intercontinental para Irán.

## Partidos

### Ida
| 1          | POR        | Ahmad Reza Abedzadeh |     |
| 4          | DEF        | Mohammad Khakpour    |     |
| 23         | DEF        | Naeim Saadavi        |     |
| 5          | DEF        | Afshin Peyrovani     |     |
| 20         | DEF        | Mehdi Pashazadeh     | 75' |
| 16         | MED        | Reza Shahroudi       |     |
| 7          | MED        | Alireza Mansourian   | 65' |
| 2          | MED        | Mehdi Mahdavikia     |     |
| 9          | MED        | Hamid Estili         |     |
| 11         | DEL        | Khodadad Azizi       |     |
| 10         | DEL        | Ali Daei             |     |
| Entrenador | Entrenador | Valdeir Vieira       |     |

| 1          | POR        | Mark Bosnich   |     |
| 2          | DEF        | Craig Moore    |     |
| 3          | DEF        | Tony Vidmar    |     |
| 4          | DEF        | Steve Horvat   |     |
| 5          | DEF        | Alex Tobin     |     |
| 6          | MED        | Ned Zelić      |     |
| 7          | MED        | Robbie Slater  | 58' |
| 8          | MED        | Craig Foster   |     |
| 10         | MED        | Aurelio Vidmar | 58' |
| 9          | DEL        | Mark Viduka    |     |
| 11         | DEL        | Harry Kewell   | 88' |
| Entrenador | Entrenador | Terry Venables |     |

| 18 | MED | Ebrahim Tahami | 65' |
| 19 | DEL | Farhad Majidi  | 75' |

| 13 | MED | Stan Lazaridis | 58' |
| 14 | MED | Ernie Tapai    | 58' |
| 16 | DEL | Graham Arnold  | 88' |

| Anotado | 39' | Khodadad Azizi | 1–1 |

| Anotado | 19' | Harry Kewell | 0–1 |

| Amonestado | 40' | Mohammad Khakpour |

| Amonestado | 20' | Aurelio Vidmar |
| Amonestado | 40' | Harry Kewell   |
| Amonestado | 50' | Alex Tobin     |
| Amonestado | 85' | Ernie Tapai    |

| Árbitro             | Pierluigi Pairetto |
| Árbitros asistentes | Salvatore Marano   |
| Árbitros asistentes | Pietro Contente    |
| Cuarto árbitro      | Stefano Braschi    |

| 1          | POR        | Ahmad Reza Abedzadeh |     |
| 4          | DEF        | Mohammad Khakpour    |     |
| 23         | DEF        | Naeim Saadavi        |     |
| 5          | DEF        | Afshin Peyrovani     |     |
| 20         | DEF        | Mehdi Pashazadeh     | 75' |
| 16         | MED        | Reza Shahroudi       |     |
| 7          | MED        | Alireza Mansourian   | 65' |
| 2          | MED        | Mehdi Mahdavikia     |     |
| 9          | MED        | Hamid Estili         |     |
| 11         | DEL        | Khodadad Azizi       |     |
| 10         | DEL        | Ali Daei             |     |
| Entrenador | Entrenador | Valdeir Vieira       |     |

| 1          | POR        | Mark Bosnich   |     |
| 2          | DEF        | Craig Moore    |     |
| 3          | DEF        | Tony Vidmar    |     |
| 4          | DEF        | Steve Horvat   |     |
| 5          | DEF        | Alex Tobin     |     |
| 6          | MED        | Ned Zelić      |     |
| 7          | MED        | Robbie Slater  | 58' |
| 8          | MED        | Craig Foster   |     |
| 10         | MED        | Aurelio Vidmar | 58' |
| 9          | DEL        | Mark Viduka    |     |
| 11         | DEL        | Harry Kewell   | 88' |
| Entrenador | Entrenador | Terry Venables |     |

| 18 | MED | Ebrahim Tahami | 65' |
| 19 | DEL | Farhad Majidi  | 75' |

| 13 | MED | Stan Lazaridis | 58' |
| 14 | MED | Ernie Tapai    | 58' |
| 16 | DEL | Graham Arnold  | 88' |

| Anotado | 39' | Khodadad Azizi | 1–1 |

| Anotado | 19' | Harry Kewell | 0–1 |

| Amonestado | 40' | Mohammad Khakpour |

| Amonestado | 20' | Aurelio Vidmar |
| Amonestado | 40' | Harry Kewell   |
| Amonestado | 50' | Alex Tobin     |
| Amonestado | 85' | Ernie Tapai    |

| Árbitro             | Pierluigi Pairetto |
| Árbitros asistentes | Salvatore Marano   |
| Árbitros asistentes | Pietro Contente    |
| Cuarto árbitro      | Stefano Braschi    |

### Vuelta
| 1          | POR        | Mark Bosnich   |     |
| 2          | DEF        | Craig Moore    | 78' |
| 3          | DEF        | Tony Vidmar    |     |
| 4          | DEF        | Steve Horvat   |     |
| 5          | DEF        | Alex Tobin     |     |
| 6          | MED        | Ned Zelić      |     |
| 7          | MED        | Robbie Slater  | 76' |
| 8          | MED        | Craig Foster   |     |
| 10         | MED        | Aurelio Vidmar | 76' |
| 9          | DEL        | Mark Viduka    |     |
| 11         | DEL        | Harry Kewell   |     |
| Entrenador | Entrenador | Terry Venables |     |

| 1          | POR        | Ahmad Reza Abedzadeh |     |
| 4          | DEF        | Naeim Saadavi        |     |
| 23         | DEF        | Mehdi Pashazadeh     | 70' |
| 5          | DEF        | Afshin Peyrovani     |     |
| 20         | DEF        | Mehdi Pashazadeh     |     |
| 16         | MED        | Reza Shahroudi       | 52' |
| 6          | MED        | Karim Bagheri        |     |
| 2          | MED        | Mehdi Mahdavikia     |     |
| 9          | MED        | Hamid Estili         |     |
| 11         | DEL        | Khodadad Azizi       |     |
| 10         | DEL        | Ali Daei             |     |
| Entrenador | Entrenador | Valdeir Vieira       |     |

| 19 | DEF | Tony Vidmar   | 76' |
| 14 | MED | Ernie Tapai   | 76' |
| 16 | DEL | Graham Arnold | 78' |

| 7  | MED | Alireza Mansourian    | 52'     |
| 18 | MED | Ebrahim Tahami        | 70' 84' |
| 15 | DEF | Ali Akbar Ostad-Asadi | 84'     |

| Anotado | 32' | Harry Kewell   | 1–0 |
| Anotado | 48' | Aurelio Vidmar | 2–0 |

| Anotado | 75' | Karim Bagheri  | 2–1 |
| Anotado | 79' | Khodadad Azizi | 2–2 |

| Amonestado | 72' | Harry Kewell |

| Amonestado | 29' | Mohammad Khakpour |
| Amonestado | 61' | Mehdi Mahdavikia  |
| Amonestado | 75' | Karim Bagheri     |
| Amonestado | 84' | Ebrahim Tahami    |

| Árbitro             | Sándor Puhl     |
| Árbitros asistentes | Imre Bozoky     |
| Árbitros asistentes | Belo Mezo       |
| Cuarto árbitro      | Attila Hanacsek |

| 1          | POR        | Mark Bosnich   |     |
| 2          | DEF        | Craig Moore    | 78' |
| 3          | DEF        | Tony Vidmar    |     |
| 4          | DEF        | Steve Horvat   |     |
| 5          | DEF        | Alex Tobin     |     |
| 6          | MED        | Ned Zelić      |     |
| 7          | MED        | Robbie Slater  | 76' |
| 8          | MED        | Craig Foster   |     |
| 10         | MED        | Aurelio Vidmar | 76' |
| 9          | DEL        | Mark Viduka    |     |
| 11         | DEL        | Harry Kewell   |     |
| Entrenador | Entrenador | Terry Venables |     |

| 1          | POR        | Ahmad Reza Abedzadeh |     |
| 4          | DEF        | Naeim Saadavi        |     |
| 23         | DEF        | Mehdi Pashazadeh     | 70' |
| 5          | DEF        | Afshin Peyrovani     |     |
| 20         | DEF        | Mehdi Pashazadeh     |     |
| 16         | MED        | Reza Shahroudi       | 52' |
| 6          | MED        | Karim Bagheri        |     |
| 2          | MED        | Mehdi Mahdavikia     |     |
| 9          | MED        | Hamid Estili         |     |
| 11         | DEL        | Khodadad Azizi       |     |
| 10         | DEL        | Ali Daei             |     |
| Entrenador | Entrenador | Valdeir Vieira       |     |

| 19 | DEF | Tony Vidmar   | 76' |
| 14 | MED | Ernie Tapai   | 76' |
| 16 | DEL | Graham Arnold | 78' |

| 7  | MED | Alireza Mansourian    | 52'     |
| 18 | MED | Ebrahim Tahami        | 70' 84' |
| 15 | DEF | Ali Akbar Ostad-Asadi | 84'     |

| Anotado | 32' | Harry Kewell   | 1–0 |
| Anotado | 48' | Aurelio Vidmar | 2–0 |

| Anotado | 75' | Karim Bagheri  | 2–1 |
| Anotado | 79' | Khodadad Azizi | 2–2 |

| Amonestado | 72' | Harry Kewell |

| Amonestado | 29' | Mohammad Khakpour |
| Amonestado | 61' | Mehdi Mahdavikia  |
| Amonestado | 75' | Karim Bagheri     |
| Amonestado | 84' | Ebrahim Tahami    |

| Árbitro             | Sándor Puhl     |
| Árbitros asistentes | Imre Bozoky     |
| Árbitros asistentes | Belo Mezo       |
| Cuarto árbitro      | Attila Hanacsek |

## Clasificado
| Bandera de Irán                 |
| Irán                            |
| Archivo:France 98 World Cup.jpg |
| 2.ª participación               |